# Stöd de strejkande hamnarbetarna
Stöd de strejkande hamnarbetarna är en LP-skiva utgiven av Proletärkultur 1975.
Vintern 1973–1974 hade det icke LO-anslutna Svenska Hamnarbetarförbundet, som organiserade majoriteten av hamnarbetarna,[källa behövs] gått ut i strejk för att sluta avtal för sina medlemmar istället för LO-anslutna Transportarbetarförbundet, med vilka arbetsgivarnas organisation, Stuvarförbundet, hade velat sluta avtal. Strejken fick stort stöd,[källa behövs] vilket bland annat visade sig i att över en halv miljon kronor samlades in till de strejkandes strejkkassa.[källa behövs]
På Marx-Engelshuset i Göteborg hölls tre visaftnar, 9–11 maj 1974, till stöd för de strejkande hamnarbetarna, varpå skivan Stöd de strejkande hamnarbetarna spelades in och såldes till förmån för arbetarnas strejkkassa. Flera kända artister medverkade, till exempel Fred Åkerström, som sjunger Ruben Nilson och Sven Wollter som parafraserar Bellman. Dan Berglund gjorde sitt första framträdande under visaftnarna.

## Låtlista
1. "Den gamla goda tiden" – Thomas Ellerås
2. "Strejka" – Harald "Bagarn" Andersson
3. "Balladen om Olsson" – Knutna Nävar
4. "Katjuska" – Anja Svederborg
5. "Rallarvisa" – Fred Åkerström
6. "Åkare Lundgrens begravning" – Fred Åkerström
7. "En valsmelodi" – Fred Åkerström
8. "The Chartist Song" – Mats Lundälv och Bengt Franzen
9. "Working on the Project" – Mats Lundälv och Bengt Franzen
10. "Riksdagsvisa" – Sven Wollter
11. "Måsadott" – Röda Ropet
12. "Visa till SAP" – Dan Berglund
13. "De mördades fria republik" – Dan Berglund

### Fotnoter
1. ↑  ”Stöd de strejkande hamnarbetarna”. Svensk mediedatabas. 27 februari 1975. http://smdb.kb.se/catalog/id/001891884. Läst 3 september 2016.